# Gildestein
Gildestein, ook wel Gildenstein en Gildesteijn genoemd, is een voormalige buitenplaats in de stad Utrecht. Begin 19e eeuw bouwde een katoendrukkerij er zijn fabriek. Het geheel werd daarna lange tijd gebruikt door een diergeneeskundige onderwijsinstelling en die liet er een uitgebreid gebouwencomplex aanleggen.

## Geschiedenis
De buitenplaats is rond 1680 aangelegd bij de Gildbrug en Gildpoort. De laatste vormde aan de oostzijde van de stad een buitenpoort aan de weg die vandaag de dag bekendstaat als de Biltstraat. Bij Gildestein behoorde onder meer een grote tuin, een aantal bomen resteert hier nog van.
In 1813 kwam de buitenplaats in gebruik door een katoendrukkerij en verrees een fabrieksgebouw op het landgoed. Binnen enkele jaren ging de fabriek reeds failliet. Gildestein met de grond werd vervolgens aangekocht om vanaf 1821 de nieuw opgerichte Rijks Veeartsenijschool te kunnen huisvesten. Het hoofdgebouw van de buitenplaats was tot in de 20e eeuw ten behoeve van deze onderwijsinstelling in gebruik als onder andere directeurswoning. De grond werd gaandeweg grotendeels volgebouwd met een uitgebreid gebouwencomplex voor deze school waaronder een manege (de Paardenkathedraal). In 1988 was de onderwijsinstelling, inmiddels de faculteit Diergeneeskunde van de Utrechtse universiteit, verhuisd naar de nieuwe Utrechtse subwijk De Uithof. Het hoofdgebouw van de faculteit Diergeneeskunde kreeg de naam "Androclusgebouw" en het tegenovergelegen gebouw de naam Nieuw Gildestein. In dit gebouw is onder meer het GDL gevestigd, een gemeenschappelijk laboratorium voor dierproeven. Gemeenschappelijk, om zo de aantallen dieren zo laag mogelijk te houden.
Vandaag de dag heeft het hoofdgebouw van de buitenplaats een rijksmonumentale waardering. Het naastgelegen fabrieksgebouw op de Biltstraat 172 is eveneens een rijksmonument.